# Пак, Игорь Маркович
Игорь Маркович Пак (род. 1971, Москва, СССР) — российский и американский математик, профессор математики Калифорнийского университета в Лос-Анджелесе, специалист по комбинаторике и дискретной теории вероятностей. Преподавал в Массачусетском технологическом институте и Университете Миннесоты. Среди полученных результатов — биективное доказательство мультипликативной формулы для размерности неприводимого представления симметрической группы («формулы крюков»), опровержение гипотезы о двухъярусной кровати, также известен по работам о случайных блужданиях.
Окончил московскую 57-ю школу, по окончании год работал в банке «Менатеп». В 1989—1993 годы учился в МГУ. В 1997 году в Гарвардском университете под руководством Перси Диакониса защитил докторскую диссертацию «Случайные блуждания в группах: сильный единообразный временной подход». После этого работал с Ласло Ловасом в качестве подстдокторанта в Йельском университете. Позже был научным сотрудником Научно-исследовательского института математических наук и Еврейского университета в Иерусалиме.
Вместе с Джорджем Эндрюсом и Дороном Цейльбергером стал основным докладчиком на математической конференции колледжа Харви Мадда по комбинаторике в 2006 году. В 2018 году был приглашённым докладчиком на Международном конгрессе математиков в Рио-де-Жанейро. Член редколлегии журнала Discrete Mathematics.